# المنطقة العسكرية الأولى (اليمن)

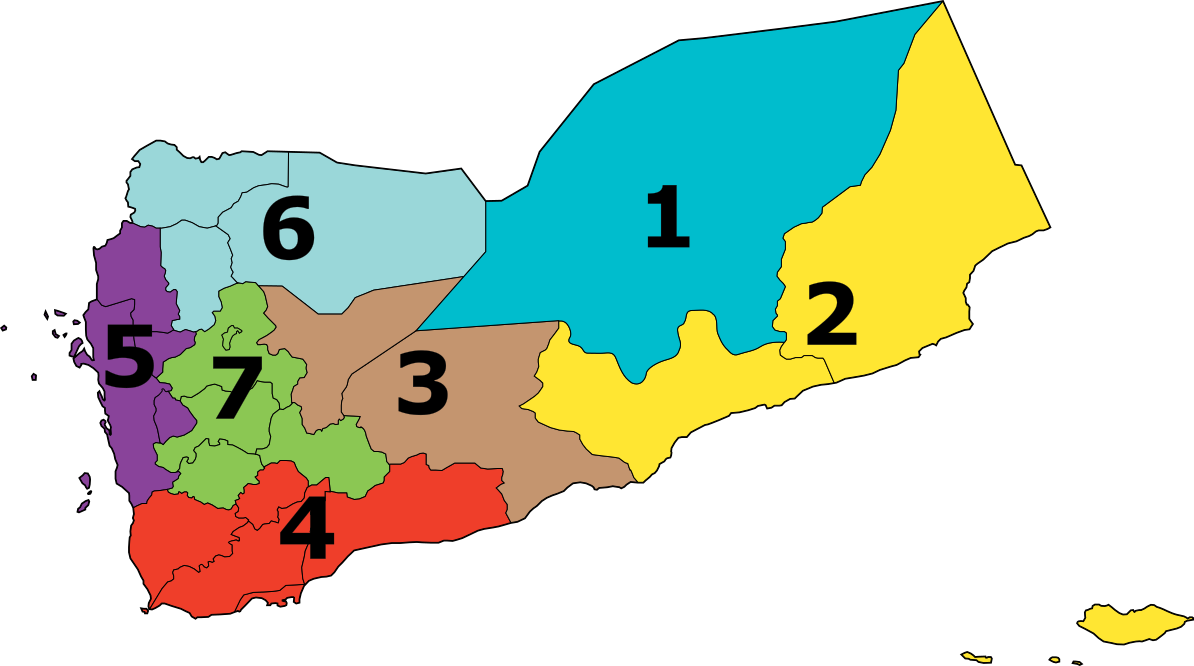
تقسيمات مسرح المناطق العسكرية اليمنية للجيش اليمني

المنطقة العسكرية الأولى هي إحدى المناطق العسكرية اليمنية وتنتشر في محافظة حضرموت ، ويقع مركز قيادتها في مدينة سيئون ، وتتكون المنطقة من 7 قوات قتالية .

## الحرب الأهلية اليمنية 2015
في أبريل 2015 أعلن قادة الألوية التابعة للمنطقة العسكرية الأولى تأييدهم للرئيس عبد ربه منصور هادي، وأعلن العميد الركن أحمد علي هادي قائد اللواء 315 مدرع بمديرية ثمود تأييده لشرعية الرئيس هادي،  وكذلك قادة اللواء 11 حرس حدود واللواء 135 مشاة في مدينة سيئون،  أعلنوا تأييدهم لهادي، وأيضاً قادة اللواء الأول مشاة بحري بسقطرى. ويقود المنطقة العسكرية الأولى حاليا اللواء الركن/ صالح محمد طيمس بالإضافة إلى اللواء 37 مدرع.

## القادة
| م | القائد                                    | بداية          | نهاية      | المدة |
| - | ----------------------------------------- | -------------- | ---------- | ----- |
| 1 | اللواء الركن/ محمد عبد الله الصوملي       | 10 أبريل 2013  |            |       |
| 2 | اللواء الركن/ عبد الرحمن عبد الله الحليلي | 12 يوليو 2014  |            |       |
| 3 | اللواء الركن صالح محمد طيمس               | 21 نوفمبر 2016 | 2يناير2025 |       |
| 4 | اللواء الركن/ صالح محمد الجعيملاني        | 2 يناير 2025   | حالياً      |       |

4 اللواء الركن صالح محمد الجعيملاني بتارخ 2يناير2025

## القوة العسكرية
| م | القوة                     | مكان التمركز | النوع     | المحافظة      |
| - | ------------------------- | ------------ | --------- | ------------- |
| 1 | قيادة المنطقة الأولى      | سيئون        | قوات برية | محافظة حضرموت |
|   | اللواء 135 مشاة           | سيئون        | قوات برية | محافظة حضرموت |
|   | المحور العملياتي ثمود     | سيئون        | قوات برية | محافظة حضرموت |
| 3 | المحور العملياتي "الخشعة" | الخشعة       | قوات برية | محافظة حضرموت |
| 4 | اللواء 37 مدرع            | الخشعة       | قوات برية | محافظة حضرموت |
| 5 | اللواء 23 مشاة ميكا       | العبر        | قوات برية | محافظة حضرموت |
| 6 | اللواء 315 مدرع           | ثمود         | قوات برية | محافظة حضرموت |
| 7 | اللواء 11 حرس حدود        | رماه         | حرس حدود  | محافظة حضرموت |